# Crête du muscle supinateur
La crête du muscle supinateur (ou crête supinatrice) est la crête osseuse située en arrière de la fossette située sous l'incisure radiale de l'ulna.
La lame aponévrotique du chef ulnaire du muscle supinateur s'y insère.